# Приозёрный (Усть-Калманский район)
Приозёрный — посёлок в Усть-Калманском районе Алтайского края России. Административный центр Приозёрного сельсовета.

## История
Дата основания села вызывает разночтения. Ю.С. Булыгин в книге «Списки населённых пунктов Алтайского края» указывает даты первого и последнего упоминания в официальных документах посёлка Приозёрное (п. Приозёрный, п. Соковцы) — 1919—1973 гг.
По иным данным, посёлок возник во время освоения целинных земель в середине 50-х годов прошлого столетия.
Более подробная информация приводится в книге «Усть-Калманский район: прошлое и современность». На землях, принадлежащих селу Коробейниково, жили единоличники: вели хозяйство, выращивали пшеницу. Пустовавшие земли заселяли и другие переселенцы из близлежащих сёл: Михайловка, Огни, Журавлиха и других. Постепенно вырос посёлок с названием «Стройплощадка». В 1933 году был создан зерносовхоз «Калманский». Центральная усадьба находилась в посёлке с названием Приозёрный. В нём, кроме добротных домов, перевезённых из других сёл и посёлков, были землянки. Посёлок постепенно вырос до двух улиц, были построены новые фермы, маслобойня, электростанция на дизельном топливе, мельница и пекарня, пилорама, мастерская по ремонту машин, кирпичный завод. В мае 1949 года был разбит яблоневый сад, потом на его месте появилась пасека. В 1950-е годы посёлок пополнился энтузиастами, приехавшими на освоение целины.
В 1970-е годы началась ликвидация неперспективных деревень. Из села Солоновка переехала часть жителей, обосновав свою улицу с одноимённым названием.
В 1978 году был образован совхоз «60 лет ВЛКСМ» .
Основное строительство пришлось на 1980-е годы прошлого столетия, именно тогда были построены: почта, КБО, большой просторный магазин, новая двухэтажная школа, стадион, дом животновода.
Совхоз в 1992 году изменил форму собственности, были созданы ЗАО «Совхоз «60 лет ВЛКСМ», ООО «Приозёрное», СПК «Приозёрный».

## География
Село расположено в южной части Алтайского края, среди многочисленных озёр. Ближайшее от села озеро — Чудаково.
Климат
Климат в регионе резко континентальный, соответствует умеренно тёплой климатической зоне. В январе средняя температура атмосферы минус 17,7°C, в июле — плюс 19,8°C. Период без морозов составляет 120 — 130 дней в году. Годовое количество солнечных дней 250 — 260. За год выпадает от 450 мм до 500 мм осадков, преимущественно в летнее время. Господствующие ветры имеют юго-западное направление . 
Расстояние до
- районного центра Усть-Калманка 15 км.
- областного центра Барнаул 134 км.

Уличная сеть
В селе 9 улиц: Луговая, Мирная, Молодёжная, Парковая, Полевая, Сибирская, Солоновская, Центральная и Школьная.
Ближайшие села
Новый Чарыш 8 км, Елбанка 10 км, Восточный 12 км, Чарышское 12 км, Дружба 15 км, Степной 20 км, Усть-Камышенка 23 км, Новокалманка 24 км, Пономарёво 25 км.

## Население
| 1997 | 1998 | 1999 | 2000 | 2001 | 2002 | 2003 |
| ---- | ---- | ---- | ---- | ---- | ---- | ---- |
| 540  | ↘533 | ↘517 | ↗520 | ↘492 | ↗496 | ↗507 |
| 2004 | 2005 | 2006 | 2007 | 2008 | 2009 | 2010 |
| ↘491 | ↗492 | ↘472 | ↘437 | ↘426 | ↗432 | ↘391 |
| 2011 | 2012 | 2013 |      |      |      |      |
| ↘388 | ↘380 | ↘371 |      |      |      |      |

## Инфраструктура
- Сельскохозяйственные организации: ООО «СП «Приозёрное», ЗАО «Совхоз 60 ЛЕТ ВЛКСМ», СПК «Приозёрный», 2 КФК.
- ООО «Димэкс» — оптовая и розничная торговля лесоматериалами.
- ООО «Сиблес» — заготовка и торговля лесоматериалами.
- ООО «МС Плюс» — розничная торговля непродовольственными товарами.
- ФЛ Рубцовская метеорологическая станция.
- ООО «Медиа связь» — деятельность по предоставлению прочих вспомогательных услуг.
- ООО «ЦЕНТР «СПАС» —хранение, складирование, транспортная деятельность.
- МКОУ «Приозёрная СОШ» (филиал школы МБОУ Усть-Калманская СОШ), ФАП, почтовое отделение[9].

Транспорт
По району проходит автодорога Алейск — Чарышское, к посёлку Приозёрный ведёт региональная автодорога. Автостанция в Усть-Калманке предоставляет услуги по перевозке пассажиров на 12 междугородных и пригородных маршрутах.
Ближайшая железнодорожная станция находится в городе Алейске, в 60 км от райцентра Усть-Калманка.